# Caméra multispectrale
Une caméra multispectrale est une caméra qui enregistre en une seule prise de vue plusieurs longueurs d'onde qui sont isolées en vue d'analyses spécifiques et de techniques de recombination. Ceci permet une analyse des détails beaucoup plus fine et la visualisation de détails non visibles à l'œil nu.
En octobre 2004, cette technique est appliquée pour la première fois à La Joconde et donne lieu à la mise en évidence de détails inconnus ou connus seulement par les historiens de l'art. Ces travaux sont publiés en 2007.